# クォン・スヒョン
クォン・スヒョン（朝: 권 수현、1986年8月18日 - ）は、韓国の俳優、ギタリスト。

## 来歴
もともと絵と音楽が好きで、高校生の頃にバンドを組んでいたボーカルのナムと美術大学の学生時代に再会し、バンドを再結成。韓国の音楽バンド「アンニョンパダ（안녕바다）」の初期メンバーでギタリストとして活動していた。
2012年に映画『私は公務員だ』に出演し、俳優に転身する。
その後、兵役を終え、本格的に俳優活動を始めるために所属事務所を探し、2014年に『頑張れチャンミ!』でドラマ初出演。2016年に出演した映画『密偵』で第24回大韓民国文化演芸大賞男優新人賞を受賞した。
2018年、『空から降る一億の星』で新人の熱血刑事役で注目を集め、2019年には『アビス』で裏の顔を持つ高慢な検事を演じると作品の中で強いインパクトを与えた。
2019年9月、Story J Companyに所属事務所を移籍。
2020年に出演した『青春の記録』では、『アビス』で演じた役とは正反対の明るくポジティブなカメラマン見習いの若者を演じ、ジャンル問わず幅広い演技を見せている。

## 出演

### ドラマ
- 頑張れチャンミ!（2014年、SBS） - ペク・チャンス 役
- 上流社会（2015年、SBS） - イ・テゴン 役
- THE K2（2016年、tvN）- セジュンの警備員 役
- 推理の女王（2017年、KBS2） - ワンスンの若い時代 役
- 青春時代2（2017年、JTBC） - ファン・オソプ 役
- ウラチャチャ My Love（2018年、JTBC） - ジュンギの先輩俳優 役
- 空から降る一億の星（2018年、tvN） - オム・チョロン 役[7]
- トップマネジメント（2018年、YouTube） - ジェイラブ 役
- アビス（2019年、tvN） - ソ・ジウク 役[8]
- 青春の記録（2020年、tvN） - キム・ジヌ 役[9]
- ラブスポイラー（2021年、tvN）- ヨンフン 役[10]
- ムーブ・トゥ・ヘブン: 私は遺品整理士です（2021年、Netflix）- チョン・スヒョン 役（カメオ出演）[11]
- クライムパズル（2021年、Olleh TV）- チャ・スンジェ 役[12]
- 美男堂の事件手帳（2022年、KBS2） - チャ・ドウォン 役

### 映画
- 私は公務員だ（2012年）
- 密偵（2016年）
- 女教師（2017年）

## 受賞歴
- 2016年　第24回大韓民国文化芸能大賞 男優新人賞（『密偵』）